# Lac Tammemäe
Le lac Tammemäe (estonien : Tammemäe järv) est un lac se situant dans le village de Tammemäe de la commune de Saku en Estonie,.

## Présentation
Le lac, formé par l'extraction de sable dans deux sablières, se trouve dans la zone du Männiku järv, de la carrière Valdeku et de Raku järv. 
La superficie du lac est de 41 hectares. 
Le lac comprend deux îles, dont la plus grande, Donquixote saar, mesure 290 mètres de long et 140 mètres de large, et la plus petite a 30 mètres de diamètre. 
La superficie totale des îles est de 3,59 hectares. 
Le lac a un émissaire qui part du cap de sa rive sud en direction du sud. L'étendue du bassin versant du lac est de 1,0 kilomètre carré. La longueur du rivage du lac est de 4,1 kilomètres.
Ses rives sont boisées hormis sa rive occidentale. 
La route nationale 11 et la route régionale 340 passent au bord du lac.